# Brignac (Hérault)
Brignac település Franciaországban, Hérault megyében. Lakosainak száma 971 fő (2022. január 1.). Brignac Canet, Ceyras, Clermont-l’Hérault és Saint-André-de-Sangonis községekkel határos.

## Népesség
A település népességének változása:
| Lakosok száma | 232  | 239  | 317  | 516  | 766  | 841  | 888  | 940  | 961  | 971  |
|               | 1968 | 1982 | 1990 | 2006 | 2013 | 2015 | 2017 | 2019 | 2020 | 2022 |